# جوردن جيبسون
جوردن جيبسون (بالإنجليزية: Jordan Gibson)‏ هو لاعب كرة قدم بريطاني في مركز نصف الجناح، ولد في 26 فبراير 1998 في برمنغهام في المملكة المتحدة. لعب مع نادي رينجرز.